# Gérard Larrousse
Gérard Larrousse, francoski dirkač Formule 1, * 23. maj 1940, Lyon, Francija.
V svoji karieri je nastopil le na dveh dirkah Formule 1, Veliki nagradi Belgije, kjer je odstopil, in domači Veliki nagradi Francije, kjer se mu ni uspelo kvalificirati na dirko. V letih 1973 in 1974 je zmagal na dirki 24 ur Le Mansa, obakrat s Henrijem Pescarolom.

## Popolni rezultati Formule 1
(legenda) (odebeljene dirke pomenijo najboljši štartni položaj, poševne pa najhitrejši krog, †-uvrščen kljub odstopu)
| Leto | Moštvo           | Šasija       | Motor   | 1   | 2   | 3   | 4   | 5       | 6   | 7   | 8   | 9       | 10 | 11  | 12  | 13  | 14  | 15  | Prv | Toč |
| ---- | ---------------- | ------------ | ------- | --- | --- | --- | --- | ------- | --- | --- | --- | ------- | -- | --- | --- | --- | --- | --- | --- | --- |
| 1974 | Scuderia Finotto | Brabham BT42 | Ford V8 | ARG | BRA | JAR | ŠPA | BEL Ret | MON | ŠVE | NIZ | FRA DNQ | VB | NEM | AVT | ITA | KAN | ZDA | -   | 0   |